# Mozaffar ad-Din Schah

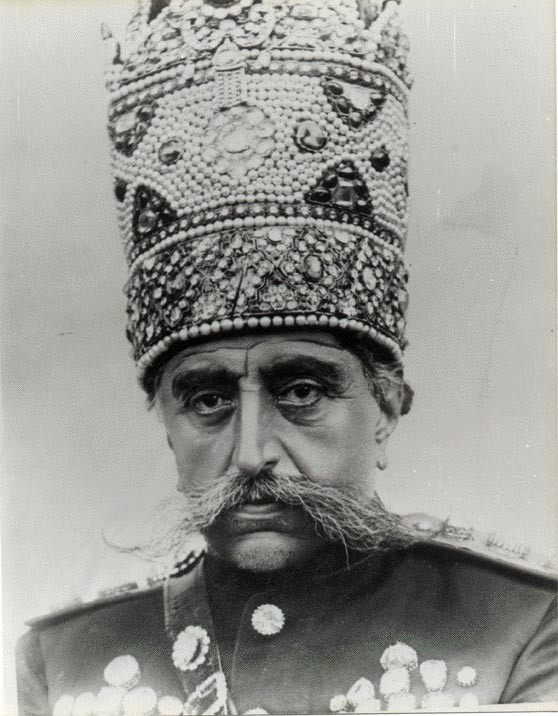
Mozaffar ad-Din Schah mit der Kadscharenkrone

Mozaffar ad-Din Schah (persisch مظفر‌الدین شاه Muzaffar ad-Din Schāh, auch Musäffer-ed-din [mozæfːæroˈdːiːn ʃɔːh]; * 1853; † 9. Januar 1907) war der fünfte Kadscharenherrscher und regierte von 1896 bis 1907 als Schah von Persien.

## Konzessionen und Kredite

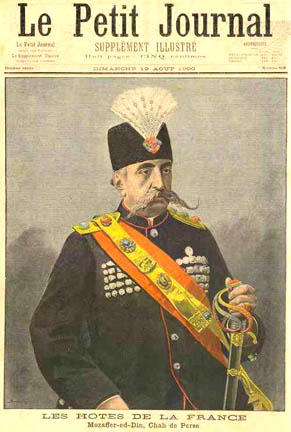
Abbildung des Schahs Mozaffer od-Din auf der Titelseite des Le Petit Journal (1900)

Der älteste überlebende Sohn von Naser el-Din Schah, Mass'oud Mirza Zell-e Soltan, konnte das Erbe seines Vaters nicht antreten, da seine Mutter Perserin und damit kein Mitglied der Kadscharen war. So kam Mozaffar nach dem gewaltsamen Tod seines Vaters mit 43 Jahren auf den persischen Thron. Mozaffar galt als ängstlich und wenig tatkräftig.

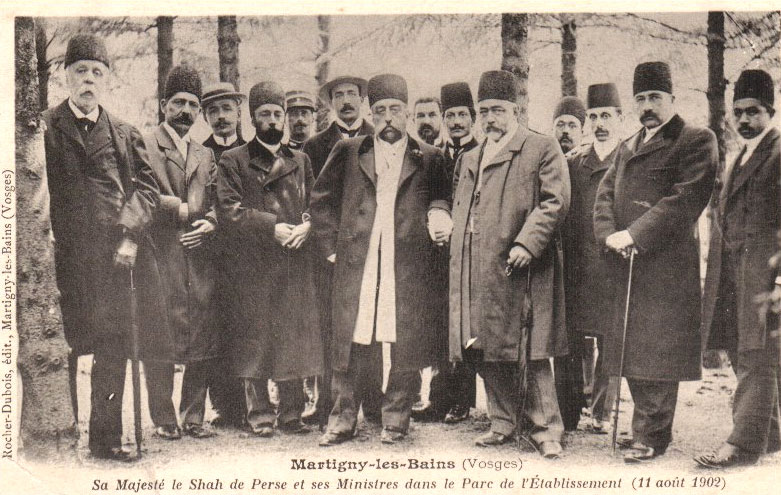
Mozaffar ad-Din Schah zur Kur in Martigny les Bains (1902)

Während sich im Europa des 19. Jahrhunderts Nationalstaaten herausgebildet hatten, in denen nicht mehr der Adel, sondern ein aufgrund der Industrialisierung wirtschaftlich starkes Bürgertum die politischen Entscheidungen prägte, blieb Persien bzw. Iran einem Feudalsystem mit stark absolutistischen Zügen verhaftet. Eine Landreform und die Abschaffung des Großgrundbesitzes und des Leibeigentums wurden gar nicht erst versucht. Die Entwicklung eines umfassenden Bildungssystems blieb ebenso ein Traum wie der Aufbau einer modernen Verwaltung oder eines unabhängigen Justizsystems.
Doch damit nicht genug. Mozaffar führte nicht nur die Konzessionspolitik seines Vaters Naser al-Din Schah fort, er nahm zudem erhebliche Kredite bei russischen und britischen Banken auf, um vor allem seine Reisen nach Europa zu finanzieren. Zu Beginn von Mozaffars Regentschaft betrugen die Auslandsschulden Irans £ 500.000. Sie stammten aus dem missglückten Versuch Naser al-Din Schahs, die Tabakanpflanzung, -verarbeitung und den -verkauf vollständig an ein britisches Monopol zu konzessionieren. Nach massiven Protesten der Tabakhändler (Tabakbewegung) musste Naser al-Din Schah die Konzession zurücknehmen und den Konzessionsinhaber entschädigen. Seine Neigung, den luxuriösen Lebensstil des Herrscherhauses auf Kredit zu finanzieren, ließ die Auslandsschulden Irans von den besagten £ 500.000 im Jahre 1892 auf £ 2,6 Mio. im Jahre 1914 und £ 10,6 Mio. im Jahre 1919 anwachsen. Die Rückzahlung der Kredite wurde durch die Überschreibung von Steuer- und Zolleinnahmen gesichert. Der russische Staat errichtete zur Verwaltung der diversen an den iranischen Staat geflossenen Darlehen und für die Vereinnahmung der Darlehensrückzahlungen in Teheran eine eigene Zweigstelle, die Banque d’Escompte et des Prets de Perse. Die Briten hatten zur Verwaltung ihrer Darlehen die Imperial Bank of Persia in Teheran eingerichtet.
Aufgrund der verfehlten Wirtschaftspolitik geriet Iran in eine zunehmende Abhängigkeit von England und Russland. Teile des Landes entwickelten sich zu regelrechten Einflusssphären dieser Mächte. Um ihre wirtschaftlichen Interessen besser koordinieren zu können und Streitigkeiten zu vermeiden, schlossen Briten und Russen 1907 den Vertrag von Sankt Petersburg, in dem Iran in eine russische, eine britische und eine neutrale Zone geteilt wurde. Die iranische Regierung wurde in die Verhandlungen nicht weiter einbezogen, sondern erst nach dem Vertragsabschluss informiert.

## Konstitutionelle Reformen
Über die Presse verbreiteten sich zunehmend liberale Ideen, die zu massiver Kritik am absolutistischen Herrschaftsstil der Kadscharen-Dynastie führte. Waren die frühen Proteste noch gegen einzelne Entscheidungen des Schahs, wie die Vergabe einer Tabakkonzession, gerichtet, zielten spätere Forderungen auf die Gründung von Gerichten, um sich gegen willkürliche Entscheidungen der Verwaltung und den zunehmenden wirtschaftlichen Einfluss der ausländischen Konzessionäre wehren zu können. Bis 1903 entstand eine regelrechte politische Bewegung, die die einzelnen Forderungen aus der Bevölkerung bündelte und gesellschaftliche Veränderungen forderte. Aus der Forderung des einfachen Bürgers nach Gerechtigkeit (adalat) wurde die Forderung nach Gerichten (adaltkhaneh), nach einem Rechtssystem und am Ende nach einer Verfassung, die die Herrschaft eines Landes nach europäischem Vorbild regeln sollte. Das Ende des Absolutismus, das in Europa vor 200 Jahren mit der französischen Revolution eingeläutet worden war, schien nun auch Persien erreicht zu haben.
Der Beginn der konstitutionellen Revolution wird allgemein auf den Spätherbst 1905 datiert. Der Gouverneur von Teheran ließ mehrere Zuckerhändler öffentlich auspeitschen, da er ihnen vorwarf, Zucker zu überhöhten Preisen zu verkaufen. Die folgenden Proteste und Demonstrationen konnten selbst mit Waffengewalt nicht eingedämmt werden, sodass der Schah gezwungen war, sowohl den Gouverneur von Teheran als auch den Premierminister zu entlassen. Mozaffar ad-Din Schah gab zudem den Forderungen der Konstitutionalisten nach und unterzeichnete am 5. August 1906 ein Dekret, mit dem die Errichtung einer ständisch geordneten, beratenden Versammlung angeordnet wurde. Bereits im September 1906 wurde das Wahlgesetz zu dieser Versammlung verabschiedet, und am 31. Dezember 1906 erfolgte die Unterschrift Mozaffars unter ein Dokument, das Qanun-e Asasi („Grundgesetz“) genannt wurde und später als Verfassung Persiens gelten sollte.
Auch der plötzliche Tod Mozaffar ad-Din Schahs konnte die einmal eingeschlagene Richtung nicht mehr ändern. Das Ende der absolutistischen Herrschaft in Persien war gekommen.

## Kulturelle Entwicklungen
So rückständig Mozaffar ad-Din Schah in politischen Angelegenheiten war, so modern war er in kultureller Hinsicht. Auf der Weltausstellung in Paris besuchte er eine öffentliche Filmvorführung. Von der neuen Kulturtechnik war er so begeistert, dass er seinen Hoffotografen Mirza Ebrahim Khan Akkas Bashi beauftragte, „alle notwendige Technik“ zu kaufen und nach Teheran zu bringen. Mirza Ebrahim begann mit Dokumentationen, die Mozaffar ad-Din Schah auf der Reise und bei privaten und öffentlichen Anlässen zeigen. 1904 hielt Mirza Ebrahim Khan Sahhafbaschi die ersten öffentlichen Kinovorführungen in Teheran ab. Sein Kino wurde jedoch bereits nach einem Monat geschlossen, da Sahhafbaschi ein vehementer Verfechter demokratischer Reformen war und Mozaffar ad-Din Schah aus diesem Grund sein Haus und Vermögen beschlagnahmen ließ und ihn in die Verbannung schickte.

## Kinder
Mozaffar ad-Din Schah war mit einer unbekannten Anzahl Frauen verheiratet, hatte 7 Söhne und 15 Töchter. Sein Nachfolger wurde sein ältester Sohn Mohammed Ali.